# Linziinae
Linziinae S.C. Keeley & H. Rob., 2009 è una sottotribù di piante angiosperme dicotiledoni della famiglia delle Asteraceae.

## Etimologia
Il nome scientifico di questo gruppo, derivato dal suo genere tipo Linzia  Sch. Bip. ex Walp., 1843 ,  è stato definito per la prima volta dai botanici Sterling C. Keeley  (1948-) e Harold Ernest Robinson (1932-) nella pubblicazione "Systematics, evolution and biogeography of Compositae - 451. 2009" del 2009.

## Descrizione

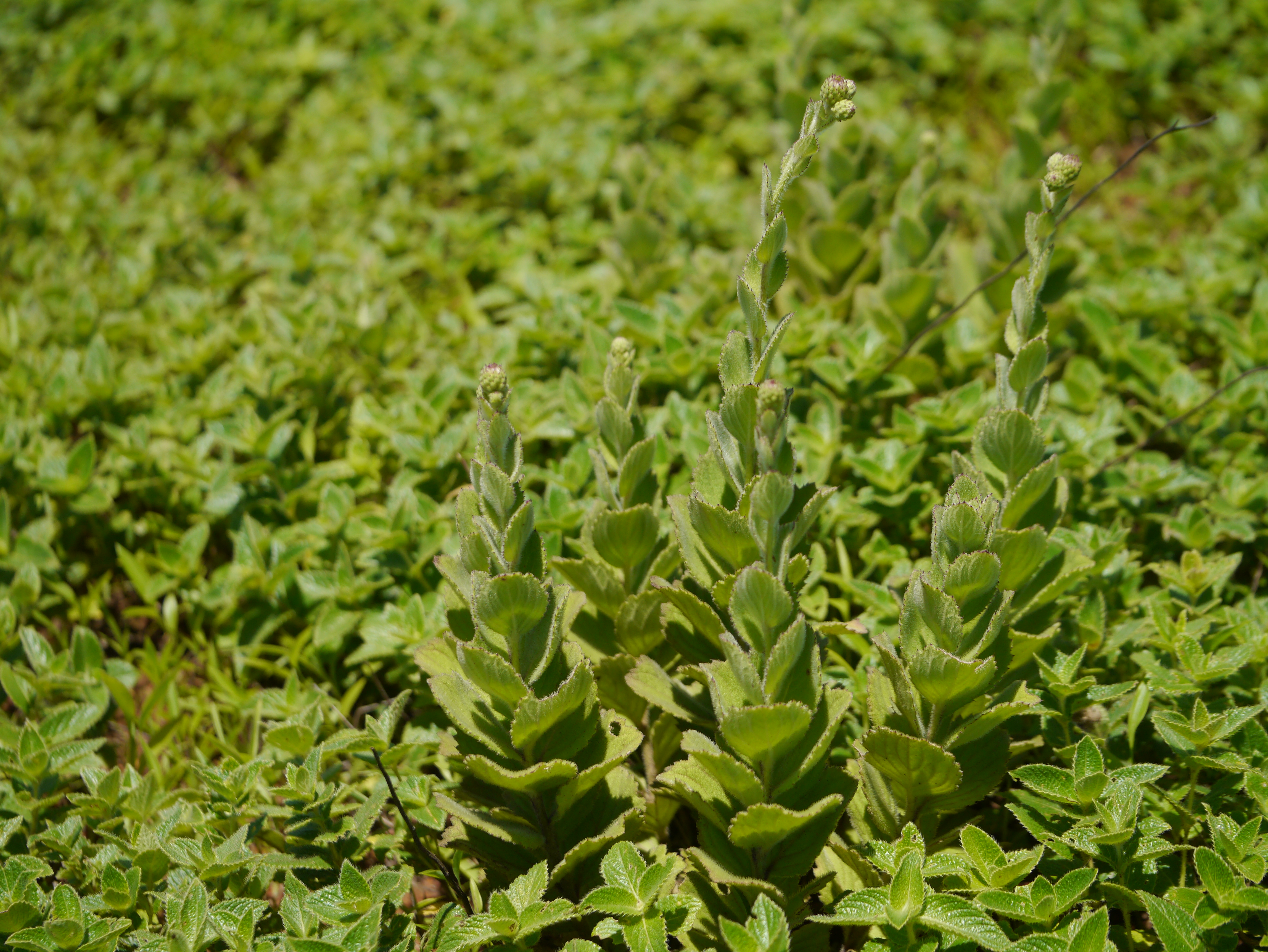
Le foglie
Adenoon indicum

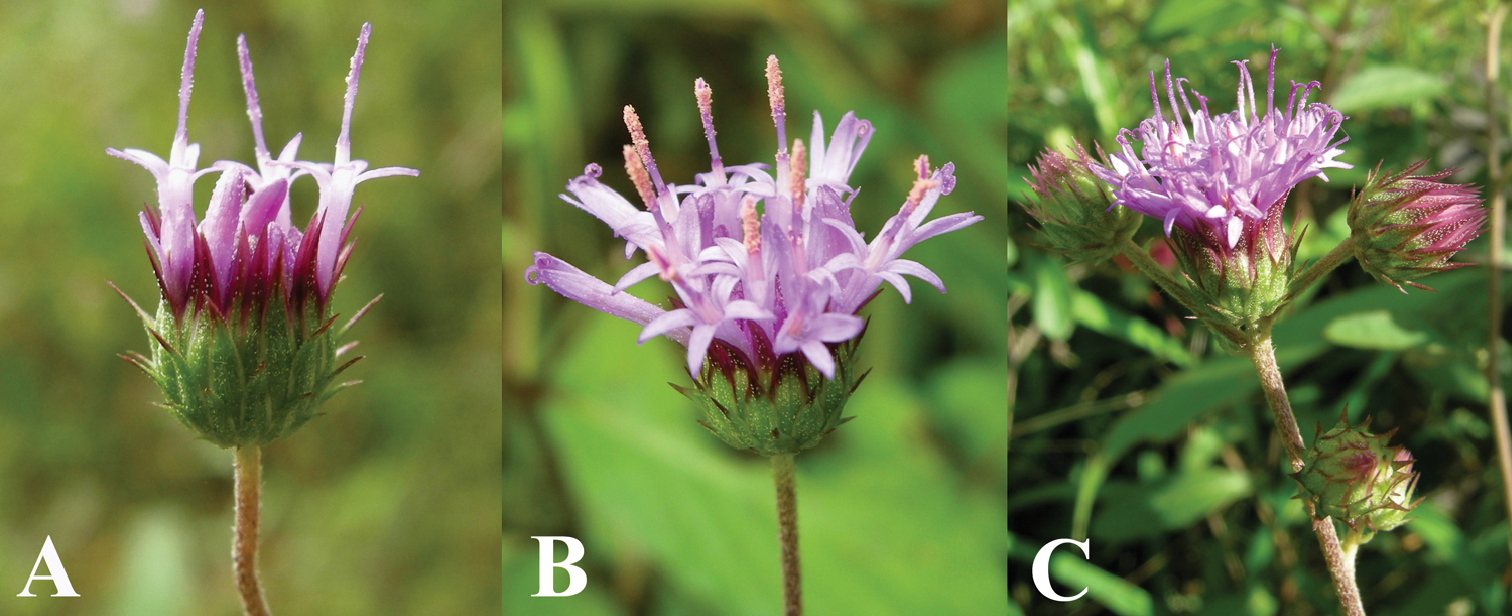
Infiorescenza
Camchaya thailandica

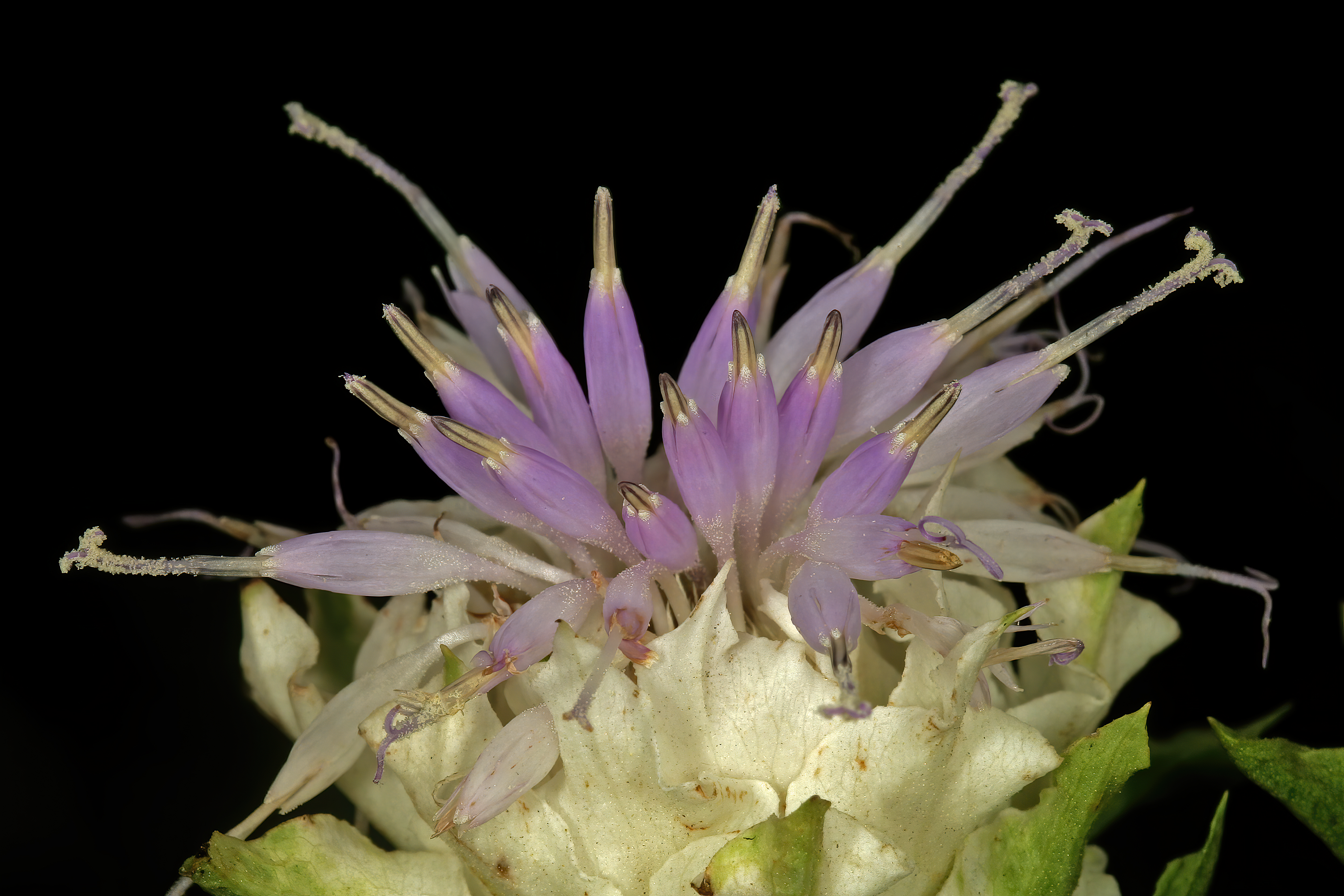
I fiori
Baccharoides adoensis

Le piante di questa sottotribù hanno un habitus prevalentemente erbaceo (con cicli biologici perenni o annuali). La superficie può essere ricoperta da peli semplici o a forma di "T", oppure glabra. Alcune specie (Lachnorhiza piloselloides) hanno un portamento rosettiforme.
Le foglie lungo il caule sono disposte in modo alterno, picciolate o sessili. La forma in genere è lanceolata più o meno stretta con apici acuti e base attenuata. I margini sono continui. Le venature sono di tipo pennato.
Le infiorescenze sono corimbose formate da capolini peduncolati, oppure formate da capolini solitari circondati da ampie foglie (in Aedesia). I capolini sono composti da un involucro formato da diverse serie di brattee embricate (vedi tabella per il numero) che fanno da protezione al ricettacolo sul quale s'inseriscono i fiori tubulosi. Le brattee dell'involucro sono persistenti e in alcuni casi i loro margini sono dentati oppure hanno degli apici allargati, in altri casi hanno una consistenza erbacea con apici appuntiti. Il ricettacolo normalmente è privo di pagliette, altrimenti può essere fimbriato oppure con pagliette (poche o numerose) a protezione della base dei fiori (in  Pleurocarpaea denticulata).
I fiori (vedi tabella per il numero) sono tetra-ciclici (ossia sono presenti 4 verticilli: calice – corolla – androceo – gineceo) e pentameri (ogni verticillo ha in genere 5 elementi). I fiori sono inoltre ermafroditi e actinomorfi (raramente possono essere zigomorfi).
- Formula fiorale:

*/x K {\displaystyle \infty }, [C (5), A (5)], G 2 (infero), achenio
- Calice: i sepali del calice sono ridotti ad una coroncina di squame.
- Corolla: il colore delle corolle è bluastro, sono pubescenti o ghiandolose e a volte hanno snelli e lunghi tubi senza gola evidente, e alla fine del tubo improvvisamente si espandono in lobi raccolti in forma cilindrica; altre corolle hanno un tubo filiforme che improvvisamente si apre a campana (Neurolakis modesta).
- Androceo: gli stami sono 5 con filamenti liberi e distinti, mentre le antere sono saldate in un manicotto (o tubo) circondante lo stilo.[8] Le antere possono avere delle piccole code, a volte arrotondate; le antere possono essere prive di ghiandole. Il polline può essere di tipo tricolporato, ossia con tre aperture sia di tipo a fessura che tipo isodiametrica o poro e echinato (con punte)[9]; in alcune specie la parte più esterna dell'esina è sollevata a forma di creste e depressioni; in altre possono essere presenti delle lacune in posizione polare.
- Gineceo: lo stilo è filiforme e privo di nodi (o eventualmente con un anello basale) con un nettario allungato o tubolare. Gli stigmi dello stilo sono due divergenti.  L'ovario è infero uniloculare formato da 2 carpelli. Gli stigmi hanno la superficie stigmatica interna (vicino alla base).[10]

I frutti sono degli acheni con pappo. Gli acheni, costati, hanno la superficie glabra oppure setolosa (soprattutto sulle coste) e sono privi di fitomelanina, ma provvisti di rafidi allungati o subquadrati o corto-romboidi e idioblasti. Il pappo è formato da setole persistenti capillari oppure appiattite; in alcune specie il pappo è assente (Adenoon indicum), in altre frammiste alle setole sono presenti delle squamelle, in altre il pappo è a forma di corona. Le setole possono essere pluriseriate (disposte su più serie).

### Struttura dell'involucro, del capolino e dell'achenio
| Genere        | Numero brattee dell'involucro | Numero fiori per capolino | Numero coste dell'achenio |
| ------------- | ----------------------------- | ------------------------- | ------------------------- |
| Adenoon       | circa 50 in 4 - 5 serie       | circa 50                  | 10                        |
| Aedesia       | circa 50 in 4 - 5 serie       | circa 50                  | 10                        |
| Baccharoides  | 25 - 100 in 3 - 8 serie       | 25 - 100                  | 8 - 20                    |
| Camchaya      | 20 - 130 in 3 - 6 serie       | 12 - 130                  | 5 - 10                    |
| Khasianthus   | circa 80 in 5 - 6 serie       | 40 - 50                   | 10                        |
| Lachnorhiza   | circa 25 in circa 3 serie     | 10 - 15                   | 10                        |
| Linzia        | 50 - 150 in 5 - 6 serie       | 20 - 50                   | 10                        |
| Neurolakis    | circa 60 in circa 4 serie     | circa 50                  | 10                        |
| Pleurocarpaea | circa 12 in 2 - 3 serie       | 8 - 13                    | 10                        |
| Vernonella    | diverse in 3 - 6 serie        | 10 - 50                   | 10                        |

## Biologia
- Impollinazione: l'impollinazione avviene tramite insetti (impollinazione entomogama tramite farfalle diurne e notturne).
- Riproduzione: la fecondazione avviene fondamentalmente tramite l'impollinazione dei fiori (vedi sopra).
- Dispersione: i semi (gli acheni) cadendo a terra sono successivamente dispersi soprattutto da insetti tipo formiche (disseminazione mirmecoria). In questo tipo di piante avviene anche un altro tipo di dispersione: zoocoria. Infatti gli uncini delle brattee dell'involucro si agganciano ai peli degli animali di passaggio disperdendo così anche su lunghe distanze i semi della pianta.

## Distribuzione e habitat
Le specie di questa sottotribù hanno una distribuzione africana e asiatica con un habitat di tipo tropicale. Una specie è presente anche a Cuba, mentre un'altra è distribuita nell'Australia settentrionale.

## Tassonomia
La famiglia di appartenenza di questa voce (Asteraceae o Compositae, nomen conservandum) probabilmente originaria del Sud America, è la più numerosa del mondo vegetale, comprende oltre 23.000 specie distribuite su 1.535 generi, oppure 22.750 specie e 1.530 generi secondo altre fonti (una delle checklist più aggiornata elenca fino a 1.679 generi). La famiglia attualmente (2021) è divisa in 16 sottofamiglie.

### Filogenesi
Le specie di questo gruppo appartengono alla tribù Vernonieae Cass. della sottofamiglia Vernonioideae Lindl.. Questa classificazione è stata ottenuta ultimamente con le analisi del DNA delle varie specie del gruppo. Da un punto di vista filogenetico in base alle ultime analisi sul DNA la tribù Vernonieae è risultata divisa in due grandi cladi: Muovo Mondo e Vecchio Mondo. I generi di Linziinae appartengono al subclade relativo all'Africa e Asia (con alcune eccezioni: Cuba e Australia).
La sottotribù, e quindi i suoi generi, si distingue per i seguenti caratteri:
- le brattee involucrali sono provviste di spicole ai margini;
- le setole del pappo sono appiattite;
- il polline è "lophato" e tricolporato e a volte non è echinato;
- nel polline i tipi "lophati" hanno una organizzazione radialmente simmetrica con disposizione regolare.

In precedenza la tribù Vernonieae, e quindi la sottotribù (Linziinae) di questo genere, era descritta all'interno della sottofamiglia Cichorioideae. La costituzione di questo gruppo è relativamente recente (2009); in precedenza tutti i generi della sottotribù erano descritti all'interno della sottotribù Centrapalinae. Nell'ambito della tribù Vernonieae, Linziinae occupa, da un punto di vista filogenetico, una posizione abbastanza "basale" insieme alle sottotribù Erlangeinae e Gymnantheminae.
Il numero cromosomico delle specie di questa sottotribù è 2n = 18 o 20.

### Composizione della sottotribù
La sottotribù comprende 10 generi e 66 specie.

| Genere                             | N. specie                                                        | Distribuzione                           | Alcuni caratteri distintivi |
| ---------------------------------- | ---------------------------------------------------------------- | --------------------------------------- | --- |
| Adenoon Dalzell, 1850              | Una specie: A. indicum Dalzell                                   | India                                   | La pubescenza degli steli è semplice e multisettata. - Il pappo è assente, oppure è presente una corona o un anello apicale. - Il ricettacolo è privo di pagliette. |
| Aedesia O. Hoffm, 1897             | 3                                                                | Africa (tropicale)                      | L'infiorescenza è sottesa da grande filiformi foglie bratteali disposte sotto l'involucro. - Le venature delle foglie spesso sono longitudinali. |
| Baccharoides Moench, 1794          | 26                                                               | Africa (tropicale) e Asia (meridionale) | In queste specie non sono presenti le spicole ai margini delle brattee involucrali. - I lobi della corolla (slanciata) sono più corti della gola (espansa). - Il pappo è formato da numerose setole. - Il polline è del tipo "lophato" con lacune polari. - Il numero cromosomico delle specie è 2n = 20. |
| Camchaya Gagnep., 1920             | 9                                                                | Thailandia, Laos e Cina (meridionale)   | Gli steli sono ricoperti da peli semplici o a forma di "T". - Il pappo è formato da una corona di lobi o corti decidui segmenti. - Gli acheni hanno delle forme obovate e sono privi di carpoforo. - Il polline è esaporato.                                                                              |
| Khasianthus H.Rob. & Skvarla, 2009 | Una specie: Khasianthus subsessilis (DC.) H.Rob. & Skvarla, 2009 | Cina, Himalaya, Myanmar e Nepal         | L'habitus di queste piante è arbustivo alto fino a 1 metro. - Il pappo è formato da setole persistenti capillari con punte allargate. |
| Lachnorhiza A. Rich., 1850         | 3                                                                | Cuba                                    | Le foglie sono disposte in una rosetta basale. - Il pappo è composto da setole capillari. - Il nettario è corto. - L'areale è quello delle Indie Occidentali. |
| Linzia Sch. Bip. ex Walp., 1843    | 9                                                                | Africa                                  | Gli acheni hanno 10 profonde coste rinforzate da idioblasti. - Il polline è "lophato". - La corolla è blu. - Il numero cromosomico delle specie di questo genere è 2n = 20. |
| Neurolakis Mattf., 1924            | Una specie: N. modesta Mattf.                                    | Camerun e Ciad                          | La corolla è priva di una lunga gola. - Il pappo è formato al massimo da circa 5 brevi setole. - Il polline non è "lophato". |
| Pleurocarpaea Benth., 1867         | 2                                                                | Australia (settentrionale)              | Il ricettacolo è provvisto di pagliette. - Il pappo è coroniforme (insieme di piccole scaglie) o è formato da poche corte decidue setole. - L'areale di queste pianta è relativo all'Australia. |
| Vernonella Sond., 1850             | 11                                                               | Africa                                  | Le brattee involucrali in genere hanno gli apici arrotondati e margini scariosi. - I capolini spesso sono solitari. - O "colpi" del polline sono corti. |